# Ancistrochilus
Ancistrochilus é um género botânico pertencente à família das orquídeas (Orchidaceae).

## Espécies
O gênero Ancistrochilus possui 2 espécies reconhecidas atualmente.
- Ancistrochilus rothschildianus O'Brien
- Ancistrochilus thomsonianus (Rchb.f.) Rolfe